# Церковь Святого Варфоломея (Кёнигсзе)
Церковь святого Варфоломея на Кёнигсзе (нем. St. Bartholomä) — католическая паломническая капелла на западном берегу Кёнигсзе, на полуострове Хиршау. Её можно достичь только по воде или долгим пешим маршем. Капеллу заложили еще в XII столетии. В XVII столетии она была оформлена в стиле барокко. Святой Варфоломей считался покровителем пастухов и косарей. Капелла обладает двумя куполами различного размера в форме луковиц, покрашенных красным цветом. В плане церковь подобна Зальцбургскому кафедральному собору. Внутренний интерьер церкви украшают стукко работы зальцбургского художника Йозефа Шмидта и хор с тремя апсидами. Алтари в апсидах посвящены соответственно Святому Варфоломею, святой Екатерине и святому Иакову.